# دریانوردان (فیلم)
دریانوردان (انگلیسی: The Seafarers) چهارمین فیلم و سومین مستند کوتاه استنلی کوبریک محصول سال ۱۹۵۳ است. دریانوردان نخستین فیلم رنگی کوبریک بود. این فیلم برای انجمن بین‌المللی دریانوردان ساخته شد که شامل تصاویر و برداشت‌هایی از کشتی‌ها، تجهیزات، کابین‌ها و برگزاری جلسات دریانوردان است. این فیلم مستند نیم ساعته در حقیقت یک مستند تجاری و تبلیغاتی است.